# Colostygia
Colostygia es un género de polillas perteneciente a la familia Geometridae. Fue descrita por primera vez por Jacob Hübner en 1796 y se puede encontrar distribuido en el Paleártico.

## Taxonomía
La separación de este género de Larentia, al igual que la separación de Xanthorhoë de Ortholitha, se basó en los requisitos de las Larentias paleárticas, principalmente su morfología genital. Sin embargo, para algunas especies indias y chinas, se cree que tienen una estrecha afinidad con las especies paleárticas.

## Especies
{{Lista de columnas|4|
- Colostygia ablutaria (Boisduval, 1840)
- Colostygia aestivalis (Dioszeghy, 1930)
- Colostygia albidissima (Strand, 1920)
- Colostygia albigirata (Kollar, 1844) (de la India)
- Colostygia albocincta (Lempke, 1950)
- Colostygia alboviridata (Haworth, 1802)
- Colostygia algidata (Möschler, 1874)
- Colostygia alpestrata (Hübner, 1800–1808)
- Colostygia approximata (Lempke, 1950)
- Colostygia aptata (Hübner, 1813)
- Colostygia aquearia (Bruand, 1846)
- Colostygia aqueata (Hübner, 1813)
- Colostygia arctica (Schryer, 1881)
- Colostygia atlinensis Swett, 1918
- Colostygia atra (Rebel, 1910)
- Colostygia austriacaria (Herrich-Schäffer, 1852)
- Colostygia baffinensis McDunnough, 1939
- Colostygia bellaria Leech, 1897
- Colostygia bipectinata Barnes & McDunnough, 1917
- Colostygia blackmorei Swett, 1918
- Colostygia correlata Warren, 1901
- Colostygia corydalaria (Graeser, 1889)
- Colostygia cyrnea (Wehrli, 1925)
- Colostygia didymata Linnaeus, 1758
- Colostygia exceptata Sterneck, 1928
- Colostygia fitzi (Schawerda, 1914)
- Colostygia fossaria Taylor, 1906
- Colostygia grataria Leech, 1891
- Colostygia hiemalis Inoue, 1989
- Colostygia hilariata (Pinker, 1954)[2]
- Colostygia jemeza Butler, 1878
- Colostygia kitschelti (Rebel, 1934)
- Colostygia kollariaria (Herrich-Schäffer, 1848)
- Colostygia laetaria (La Harpe, 1853)
- C. lineolata Fabricius, 1794
- Colostygia macdunnoughi Swett, 1918
- Colostygia marinensis McDunnough, 1945
- Colostygia multistrigaria (Haworth, 1809) – mottled gray
- Colostygia nemorella Hulst, 1896
- Colostygia nubicincta Warren, 1900
- Colostygia olivata (Denis & Schiffermüller, 1775)
- Colostygia parallelolineata Retzius, 1785
- Colostygia pectinataria (Knoch, 1781) – green carpet
- Colostygia pendearia Oberthür, 1893
- Colostygia pontiaria Taylor, 1906
- Colostygia pragmatica Viidalepp, 1988
- Colostygia puengeleri (Stertz, 1902)
- Colostygia pungeleri Stertz, 1902
- Colostygia pyrenaearia Oberthür, 1884
- Colostygia salicata [[Jacob Hübner|Hübner]], 179, 1799
- Colostygia schneideraria Lederer, 1854
- Colostygia sericeata (Schwingenschuss, 1926)
- Colostygia stilpna (Prout, 1924)
- Colostygia tempestaria (Herrich-Schäffer, 1852)
- Colostygia turbata (Hübner, 1799)
- Colostygia ustipennis (Hampson, 1895) (de la India)
- Colostygia viperata Alphéraky, 1897
- Colostygia wolfschlaegerae (Pinker, 1953)
- Colostygia wolfschlagerae Pinker, 1953
- Colostygia zaprjagaevi Viidalepp, 1988

|colwidth=13em}}